# Arichanna perimelaina
Arichanna perimelaina är en fjärilsart som beskrevs av Eugen Wehrli 1933. Arichanna perimelaina ingår i släktet Arichanna och familjen mätare. Inga underarter finns listade i Catalogue of Life.